# スマートグロース

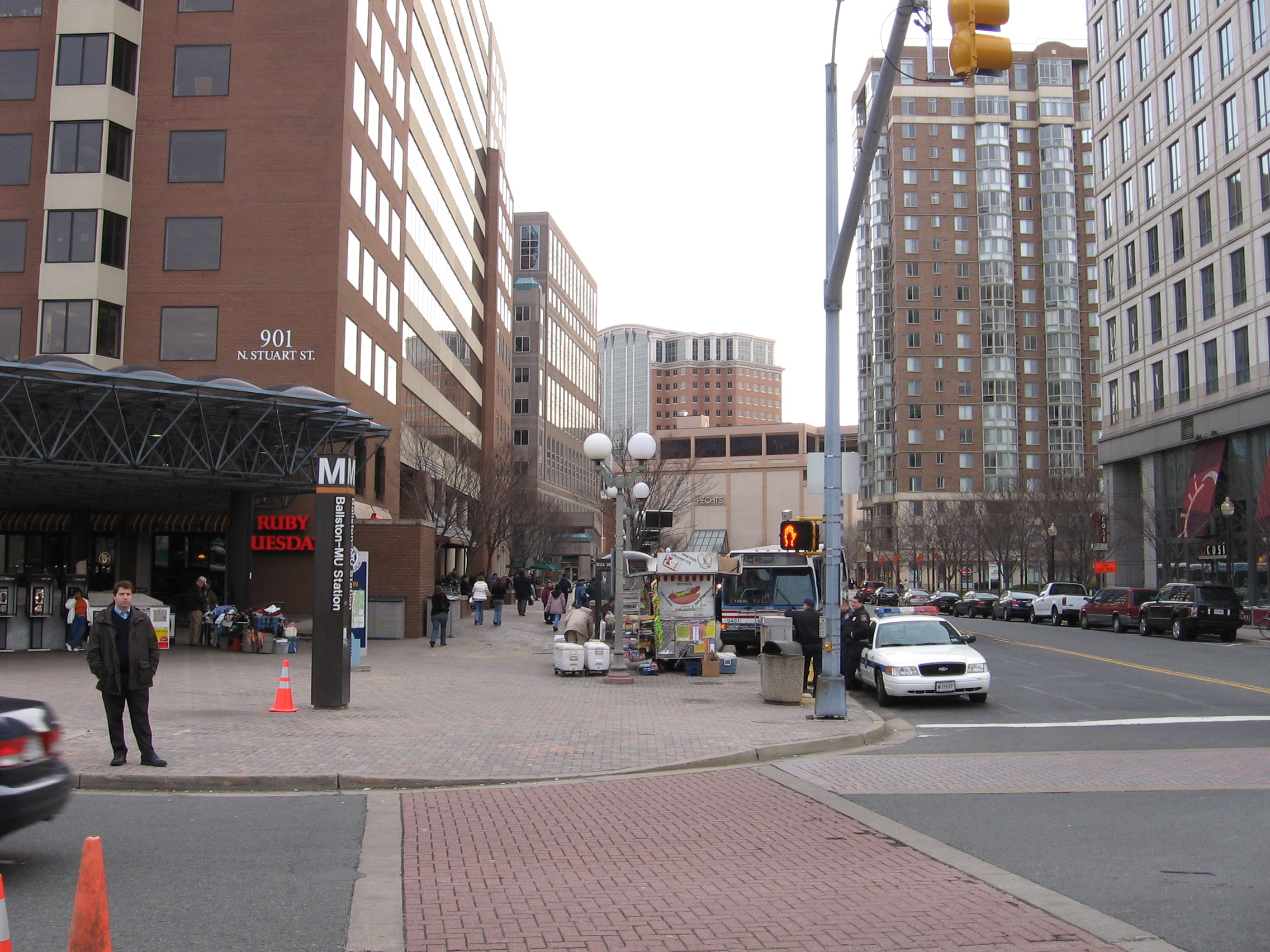
バージニア州アーリントン郡 はスマートグロースの一例である交通指向型開発地域である。

スマートグロース（英: Smart growth(英語版)）とは、スプロール現象を回避する、コンパクトで歩行しやすい都市中心部への成長を集中させる都市計画・交通理論である。公共交通機関を重視し、歩行しやすく自転車利用に配慮し、近隣に学校・Complete streets・多様な住宅を備えた複合開発などを含むコンパクトな土地利用を提唱する。用語「スマートグロース」は北米で使われ、ヨーロッパ、特にイギリスでは、「コンパクトシティ」「都市の高密度化」、「都市の集約化」が使われ、イギリス、オランダ、他ヨーロッパ諸国の都市計画政策に影響を与えている
スマートグロースは、短期的な視点よりも、長期的な地域的な持続可能性を重視する。持続可能な開発により独自のコミュニティとプレイス作りの感性を育み、交通・雇用・住宅の選択肢を拡げ、開発費用と便益を公平に分配し、自然資源と文化資源を保全・強化し、公衆衛生を促進する。

## 基本的なコンセプト

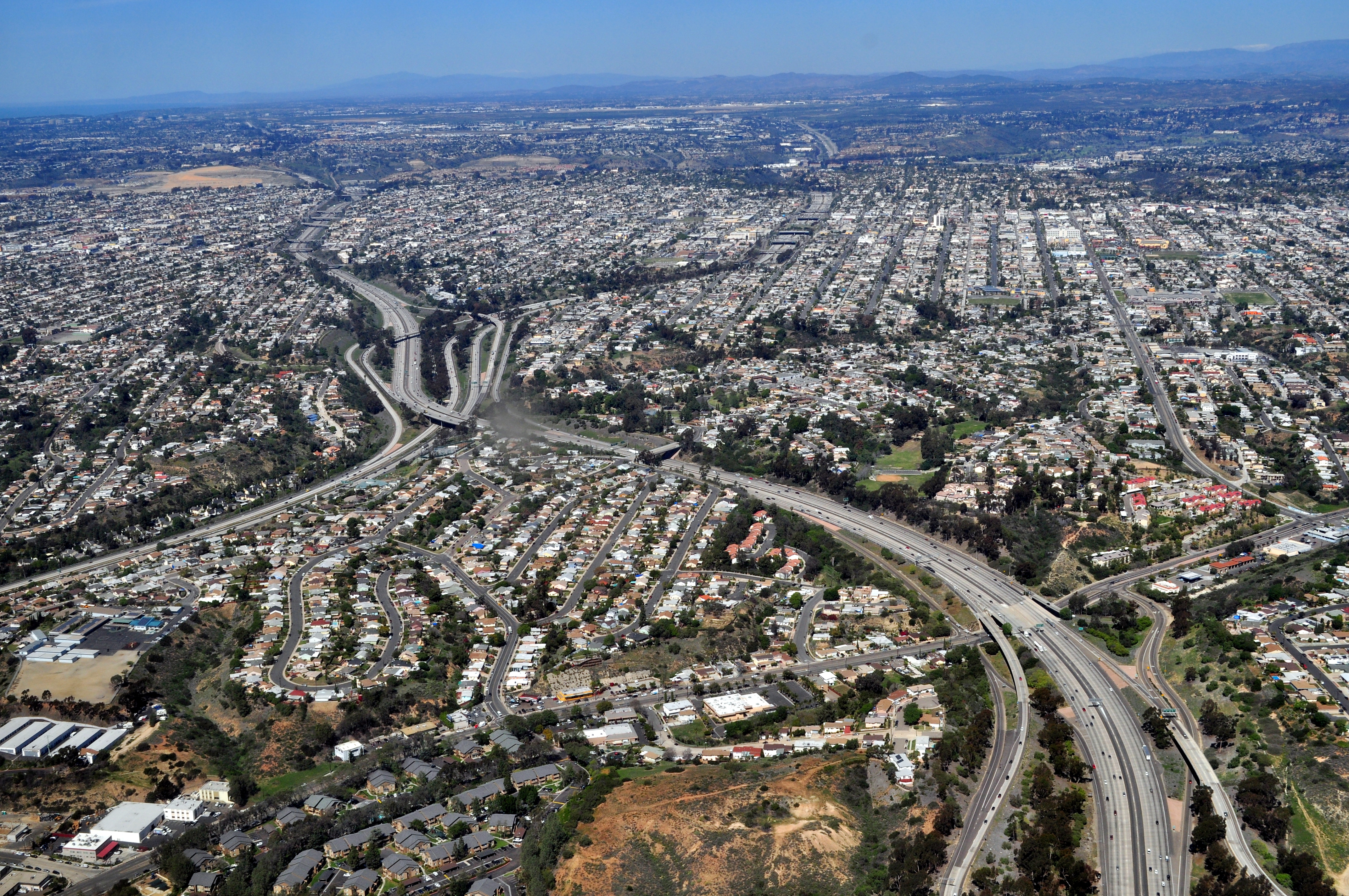
カリフォルニア州サンディエゴ

スマートグロースは、土地開発を意図的・包括的に成長・開発を継続させる理論である。都市計画家、建築家、開発業者、地域活動家、歴史保存活動家などが提唱する。「スマートグロース」は、「成長」対「非成長」( NIMBY )という議論を、「良い／スマートな成長」対「悪い／愚かな成長」という議論へと再構築しようとする試みである。提唱者は、都市のスプロール現象が、交通渋滞や自然破壊など、都市成長の問題を引き起こすと主張する。スマートグロースの原則は、より幅広い交通手段と住宅の選択肢を提供し、農地や自然地など「グリーンフィールド」の開発ではなく、既存の地域社会での都市域・再開発を優先し、持続可能なコミュニティの開発を目指す。住民と地域社会に向けた、家族の収入と富の増加、学校までの安全な歩行路の提供、住みやすく安全で健康的な場所を育み、経済活動(地元、地域)を刺激し、建造物と天然資源への開発・保護・投資が挙げられる。
スマートグロースの「原則」は、想定されるコミュニティの要素を記述する。「規制」は、連邦政府、州政府、地方自治体による実施方法を記述する。「スマートグロース」以前から都市成長境界(urban growth boundaries)などの規制はあった。スマートグロース規制は、1997年にアメリカ計画協会(APA:American Planning Association)が「スマートグロース立法ガイドブック：計画と変更管理へのモデル法」を出版し形作られた。アメリカ合衆国環境保護庁(EPA)は、スマートグロースを「私たちの健康と自然環境を守り、地域社会をより魅力的で経済的に強く、社会的に多様性のあるものにする開発・保全戦略」と定義する。スマートグロースアジェンダは包括的かつ野心的であるが、人口移動の制限は一戸建て住宅の供給を制限し、伝統的なアメリカのライフスタイルである自動車への依存度を低下させるため、実施には問題がある。
- ニューアーバニズム
- 成長管理Growth management
- 新しいコミュニティデザインNew community design
- 持続可能な開発
- 資源管理 stewardship
- 土地保全Land preservation
- スプロール現象を防ぐ
- 場所の感性を育む Creating sense of place
- 開発のベストプラクティス
- 保存開発Preservation development
- 持続可能な交通
- トリプルボトムライン (TBL) 会計 -人、地球、利益
- ３本柱-人的資本、自然資本、創造資本 The Three Pillars - human, natural, and created capital[要説明]

スマートグロースの開発方法は複合的である。例えばマサチューセッツ州では、交通結節点への住宅集積、農地の保全、住宅地と商業地の混合などを組み合わせている。これは「伝統的近隣開発」とも言え、新しいものではなく自動車文化やスプロール化への対応である。都市計画の新しいながらも伝統的な視点で 「ニューアーバニズム」という言葉を好む人も多い。
スマートグロースの手法は、既存コミュニティの支援、未活用地の再開発、経済競争力の強化、交通手段の選択肢の拡大、居住性向上・ツールの開発、公平かつ手頃な価格の住宅の促進、持続可能な開発ビジョンの提供、統合的な計画・投資の強化、政府政策の調整・活用、住宅価格の再定義、開発プロセスの透明性確保など多岐にわたる。
スマートグロースの目標は多岐に渡り、新規事業でコミュニティに競争力をつける、買い物・仕事・遊びの代替場所を提供する、より良い「場所の感性」を生み出す、住民に仕事を提供する、不動産価値を高める、生活の質を向上させる、税基盤を拡大する、オープンスペースを保護する、成長を抑制し、安全性を向上させるなどがある。

## 基本原則
スマート グロースを定義する 10 の原則は、
1. 土地利用の混合。
2. コンパクトな建物設計を活用する。
3. 多様な住宅と選択肢を創る。
4. 歩きやすい地域を作る。
5. 強い地域意識を持つ、特色ある魅力的なコミュニティを育成する。
6. オープンスペース、農地、自然の美しさ、重要な環境エリアを保護する。
7. 既存コミュニティの開発を強化し、方向づける。
8. さまざまな交通手段の選択肢を提供する。
9. 開発に関する意思決定を予測可能、公平、かつ費用対効果の高いものにする。
10. 開発に関する意思決定で、地域社会と利害関係者の協力を奨励する[8]。

## 歴史
1970年代初頭、交通・コミュニティ計画担当者はコンパクトな都市・コミュニティの概念を推進し始め、スマートグロースに関連する規制手法を多く採用し始めた。高速道路の建設・拡張のために土地(特に歴史的建造物や保護地域)を取得するコストと困難さから、一部の政治家は自動車を交通計画の基盤とすることを再考した。
建築家ピーター・カルソープが率いたニューアーバニズム会議は、自動車ではなく公共交通機関、自転車、徒歩に頼るアーバンビレッジという概念を推進し、普及させた。建築家アンドレス・デュアニは、共同体意識を高め、車の運転を抑制するために設計基準の変更を推進した。コリン・ブキャナンとスティーブン・プラウデンは、イギリスにおける議論を主導した。
毎年「スマートグロースの新パートナー」会議を主催する地方自治委員会は、1991年に独自のアワニー原則を採択し、公共交通指向型開発、歩行距離重視、緑地帯と野生生物回廊、インフィルと再開発など、現在スマートグロース運動の一部として受け入れられている主要原則の多くを明確に示した。この文書は、ニューアーバニスト運動の創始者数名によって共同執筆された。地方自治委員会は1997年からスマートグロース関連の会議を共同主催し、2002年頃に「スマートグロースの新パートナー」会議が開始された 。
スマートグロースアメリカは、アメリカ合衆国でスマートグロースを推進する組織で、2002年に設立され、 1975年設立のオレゴンの1000人の友人や、1993年設立のニューアーバニズム会議など、設立以前から存在する全国的および地域的な組織の進化する連合を主導している。EPAは1995年にスマートグロースプログラムを開始した。

## スマートグロースの根拠
スマートグロースは、都市のスプロール化、交通渋滞、分断された地域、そして都心の荒廃に代わるものであり、戸建て住宅の価値や自動車の利用といった、都市計画における従来の前提に疑問を投げかける。

### 環境保護
環境保護論者は、1930年代からイギリスで呼ばれてきた 都市成長境界、あるいはグリーンベルトを提唱しスマートグロースを推進している。

### 公衆衛生
公共交通指向型開発は生活の質を向上させ、より健康的で歩行者中心の、汚染の少ないライフスタイルを促進する。EPAは、スマートグロースが大気汚染の削減、水質の改善、温室効果ガスの排出削減に役立つと示唆している。

### 既存の補助金に対する反応
スマートグロース論者は、高速道路建設・化石燃料・電力インフラなどへの政府補助が真のコストを再分配してしまい、20世紀の都市スプロール現象を起こしていると抗議している。

#### 電気料金補助金
電力網は、水道や下水道と同様に、拡張と維持にコストがかかり、発電所から遠いほど電力損失は大きくなる。米国エネルギー省(DOE)のエネルギー情報局(EIA)によると、送電エネルギー損失は9%に上る。顧客が損失に関わらず、同じ価格を支払う現在の平均原価制は、スプロール開発を補助している。電力自由化に伴い、一部の州では、配電網を拡張する際、コストを公共料金に組み込まず、顧客/開発業者に課している。
ニュージャージー州は、州を5つの計画地域に分割し、一部を成長地域に指定し、他は保護地域としている。州は、地方自治体に対し、州の計画と整合するゾーニング法の改正を促すインセンティブを開発し、ニュージャージー州公益事業委員会は、公共事業の資金調達の改正規則を提案した。保護地域では、公益事業会社と料金支払者は新規開発地域の公共事業線延伸の負担が禁じられ、開発業者が全額負担しなければならないが、指定成長地域（州計画委員会によって承認された地域スマート計画を持つ）では、開発業者は収益の２倍の払い戻しを受けられる。

## 要素

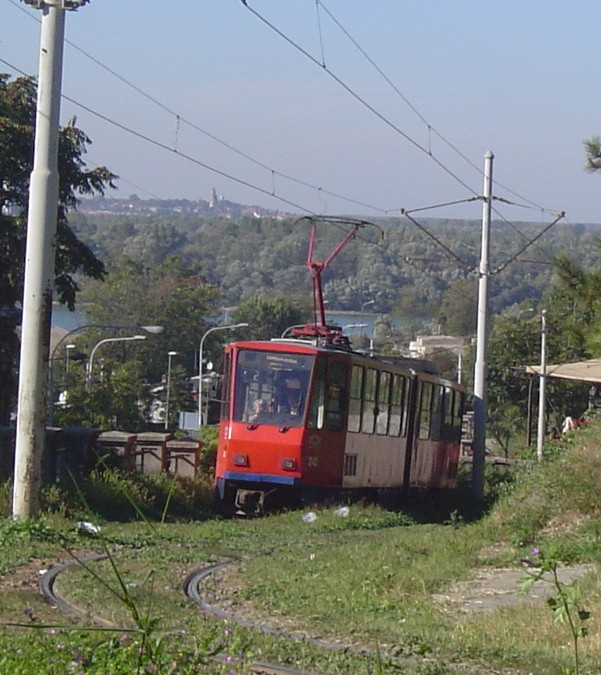
セルビア、ベオグラードの緑の路面電車線路

以下に挙げる要素を含む成長は、「スマートグロース」である。

### コンパクトな地域
コンパクトで住みやすい都市部は、多くの人々や企業を惹きつけ、都市のスプロール現象を抑制し、気候を保護する上で重要な要素である。こうした戦略には、住宅と雇用を都市中心部や近隣の商業地区に誘導する再開発戦略やゾーニング政策などがあり、コンパクトで歩きやすく、自転車や公共交通機関にも優しい結節点を創る。実現には、地方自治体が中心街の高層化や高密度化を促す容量緩和や、新規開発の際に駐車場最低数要件の撤廃、駐車場の上限規制導入、さらに以下も含む。
- 複合開発mixed-use development
- 手頃な価格の住宅affordable housingの包含
- 郊外の設計形態に関する制限または制約(例：個別の区画にある一戸建て家屋、ストリップモール、平面駐車場)
- 公園やレクリエーションエリアの包含

サステナブル建築において、ニューアーバニズムとニュークラシカル建築という最近の運動は、スマートな成長、ヴァナキュラー建築、古典主義建築を高く評価し、発展させる持続可能な建設アプローチを推進している 。これは、モダニズムやインターナショナル・スタイルとは対照的であり、孤立した住宅団地や郊外のスプロール化に反対している。

### 公共交通指向型開発
公共交通指向型開発(TOD)とは、公共交通機関を最大限に活用する設計の住宅地・商業地であり、多目的利用型／コンパクトな地域では、一日中公共交通機関が利用される傾向がある。 より良いTOD戦略の実施を目指す都市は、新しい公共交通インフラの整備と既存サービスの改善への投資に努め、効率向上とサービス拡充への地域協力、利用頻度の高い地域でのバスや電車の運行頻度の向上や以下の対策が行われる。
- 交通需要マネジメント
- 道路課金システム(通行料徴収)
- 商業用駐車場税commercial parking taxes

### 歩行者と自転車に優しい設計
車を使わずに自転車や徒歩を利用し、排出量を削減し、燃料費や維持費を節約し、より健康的な人口を育むことができる。歩行者と自転車に優しい整備には、主要道路の自転車レーン、都市型自転車道システム、駐輪場、横断歩道、そして関連するマスタープランの整備がある。スマートグロースとニューアーバニズムの中で最も歩行者と自転車に優しいのは、自動車が別のグリッドに配置されるニューペデトリアニズム(New Pedestrianism)である。

### その他
- オープンスペースと重要な生息地の保全、土地の再利用、水源と大気質の保護
- 透明性、予測可能性、公正性、費用対効果の高い開発ルール
- 史跡保護
- 開発が禁止された広大な地域を設け、自然が本来の力を発揮し、新鮮な空気ときれいな水が供給される。
- 既存エリアの周囲に拡張し、大都市圏の中心市街地から離れずに、生活エリアに公共サービスを配置できる。
- 既存の地域の周囲を開発することで、社会経済的な分離が減少し、社会がより公平に機能できるようになり、住宅、教育、雇用プログラムへの税基盤が生まれる。

## 政策手段

### ゾーニング条例
米国のほとんどの市や郡にゾーニング条例が適用されている。スマートグロース推進派は、既存の町、地域内や周辺で許可される開発や再開発の密度を高めたり、郊外や環境に敏感な地域の開発を制限するため、ゾーニング条例の改訂が必要になる。ブラウンフィールドやグレーフィールド(greyfield land)の開発、または公園やオープンスペースなどのアメニティの集積を高める。ゾーニング条例にある駐車設置要件を削減・撤廃し、最大駐車台数規制の導入で駐車場を減らし、公園等に利用できる土地を増やしている。

### 都市成長境界
都市成長境界(UGB:urban growth boundary)は、米国の都市で高密度開発エリアを制限する手段である。米国では1958年にケンタッキー州で設定され、1970年代にオレゴン州、1980年代にフロリダ州で設定された。2000年から2006年にかけ、UGBの開発制限により住宅価格が高騰したとの批判もあるが、エリアを拡大した後も住宅価格は上昇し続けており、裏付けられていない。

### 開発権の譲渡
開発権譲渡(TDR:Transfer of development rights)制度は、成長に適しているとされる地域(インフィルやブラウンフィールドなど)の不動産所有者が、環境用地・農地・都市成長境界線外の土地など、成長に適さないとされる地域の不動産所有者から、高密度で建築する権利を購入でき、米国200以上の地域で実施されている。

### 社会インフラの提供
学校、図書館、スポーツ施設、コミュニティ施設といったインフラの体系的な整備は、スマートグロース・コミュニティの不可欠な要素である。これは一般的に「社会インフラ」または「コミュニティインフラ」と呼ばれている。例えばオーストラリアでは、ほとんどの新しい郊外開発はマスタープランに基づいており、主要な社会インフラは当初から計画されている。

### 環境影響評価
民主主義国でのスマートグロース支援手順の1つは、州政府や地方自治体が建物の開発許可条件として、開発業者に計画の環境アセスメントを義務付けることである。報告書では、開発による重大な影響を、開発業者負担で緩和することが求められる。この評価書はしばしば物議を醸す。独立機関が影響評価書を作成し、推進者ではない意思決定者が承認した場合でも、環境保護論者・近隣擁護団体・NIMBYは懐疑を持つし、開発業者は、地方自治体が要求する負担の重い緩和措置に抵抗する。
こうしたスマートグロース政策を実践するコミュニティでは、環境品質への関心が高まり、開発業者は地域の条例や要件を遵守して信頼を築く。

## スマートグロースを実践するコミュニティ
EPAは2002年から2015年にかけて、スマートグロースの成果に賞を授与した。受賞者は28州における64件のプロジェクトで、以下がある。
- バージニア州アーリントン郡
- ミネソタ州ミネアポリスとセントポール
- Davidson, North Carolina
- コロラド州デンバー[25]

スマート・グロース・ネットワークは、以下をスマートグロースの原則を実践している米国のコミュニティとして認定した。
- ケントランド、メリーランド州ゲイザースバーグ(住居兼仕事場ユニット)
- イーストリバティ、ペンシルベニア州ピッツバーグ(ダウンタウンの小売店の設立)
- ムーアスクエア博物館マグネット中学校、ノースカロライナ州ローリー(ダウンタウンに位置しているため)
- ガーフィールドパーク、イリノイ州シカゴ(交通手段の選択肢は維持)
- マーフィーパーク、ミズーリ州セントルイス(郊外生活の特徴を都市にもたらす)
- New Jersey Pine Barrens, South Jersey(未開発地からの開発権の移転)
- Chesterfield Township, New Jersey(タウンシップ全域にわたる森林と農地の開発権の移譲と、数百エーカーに及ぶニューアーバニズム・コミュニティであるオールド・ヨーク・ビレッジの開発)[26]

欧州連合は、スマートグロースの原則から生まれた「スマート特化」を実践している都市と地域を以下のとおり認定した。
- ナバラ州、スペイン(医療ツーリズムとグリーンカーに関する教育の改善とプロジェクトの開発[27])
- ベルギー、フランダース(交通、医療サービス、技術革新への資金支出[27])
- ニーダーエスターライヒ州(近隣地域と協力して地元企業の新市場を開拓[27])

2011年5月、欧州連合は2020年のスマートグロース政策の地域政策報告書を発表し、スマート特化はスマートグロース原則を踏まえヨーロッパの資源を集中させる戦略であるとしている。
2011年7月、アトランティック誌は、アトランタ中心部を囲む全長22マイル(35キロメートル)の廃線跡に建設される住宅・遊歩道・交通機関プロジェクトであるBeltLineを、米国の「最も野心的なスマートグロースプロジェクト」と呼んだ。
ジョージア州サバンナ(米国)では、歴史的なオグルソープ計画(Oglethorpe Plan)が、各区に中央広場を備えた区のネットワークで、スマートグロースの要素のほとんどを包含している。この計画は変化する状況への耐性を示しており、市は新しい地域への成長モデルに活用している。
オーストラリアのメルボルンでは、ほぼすべての新しい郊外開発はスマートグロースの原則に導かれたマスタープランに基づいて計画されている。

## スマートグロース、都市のスプロール化、自動車依存
スマートグロース(または「コンパクトシティ」)が、都市のスプロール化に伴う自動車依存の問題を軽減できるかは、数十年にわたる激しい論争の的となってきた。ユタ大学のキース・バーソモミューによる2007年のメタ研究では、コンパクトな開発シナリオに伴う自動車運転の減少は平均8%、最大31.7%に及び、変動は土地利用の混合と密度の度合いによって説明された。ピーター・ニューマンとジェフ・ケンワーシーによる1989年の研究では、北米、オーストラリア、ヨーロッパ、アジアの32都市が比較され、方法論に関して批判は受けているが、アジアの人口密度の高い都市は、北米のスプロール化都市よりも自動車利用率が低いという発見が広く受け入れられている。しかし、条件が類似している国内よりも、大陸間の極端な状況で明確に表れている。
多くの国々(主に先進国)の都市研究によると、土地利用の混合が多く公共交通機関が充実した高密度の都市部では、密度の低い郊外や都市外の住宅地よりも自動車の利用が少ないことがわかっている。これは通常、世帯構成や収入の違いなどの社会経済的要因を調整しても当てはまる。ただし、郊外のスプロール現象が必ずしも自動車の利用率の高さを引き起こすわけではない。多くの研究対象である交絡因子の1つは、居住地の自己選択である。車を好む人は低密度の郊外に移動する傾向があるが、歩く・自転車に乗・公共交通機関を利用することを好む人は、公共交通機関が充実している高密度の都市部に移動する傾向がある。いくつかの研究では、自己選択を調整すると、構築環境は旅行行動に影響しないことがわかっている。最近の研究では、これらの調査結果は概ね否定され、人口密度・土地利用・公共交通機関のアクセス性などが旅行行動に影響を与える可能性はあるものの、社会的・経済的要因、特に世帯収入が強い影響力を及ぼしている。

### Paradox of intensification集約化のパラドックス
メリアら(2011)は、都市の集約化、スマートグロース、それらが交通行動に与える影響に関するエビデンスを検討した結果、スマートグロース支持派と反対派双方の主張を支持する根拠を見出した。都市部の人口密度を高める政策計画は自動車利用を減少させるが、効果は弱く、ある地域の人口密度が倍増しても、自動車利用の頻度や距離は半減しない。
例えば、スマートグロース政策を推進してきた米国オレゴン州ポートランドは、 1990年から2000年の間に、同規模の他の米国都市が人口密度を低下させていた時期に、人口密度を大幅に増加させた。パラドックスが予測したように、公共交通機関の利用が大幅に増加したにもかかわらず、交通量と渋滞は他の都市よりも悪化した。
これらの調査結果から、「他の条件が同じであれば、人口密度を高める都市の集約化により一人当たりの自動車使用が減少し、地球環境に利益をもたらすが、自動車交通も集中し、地域環境を悪化させる」という集約化のパラドックスを提唱するに至った。
都市全体のレベルでは、人口密度の増加で生じる交通量と混雑の増加に対し、積極的な対処ができる可能性がある。ドイツのフライブルク・イム・ブライスガウは、成功している都市の一例である。
本研究では、高密度建築の地域的影響のエビデンスも検証した。近隣地域レベル、あるいは個々の開発レベルでは、積極的な対策(例えば公共交通機関の改善)だけでは、人口密度の上昇による影響を打ち消すのに不十分であるため、政策立案者には以下4つの選択肢が残されている。１)高密度化を進めて地域的影響を受け入れる、２)スプロール化を進めてより広範な影響を受け入れる、３)両者の要素をある程度取り入れた妥協案を採用する、４)高密度化を進めつつ、駐車規制、道路の通行止め、歩行者空間といった抜本的な対策を講じる。
対照的に、マサチューセッツ州ケンブリッジ市は、ケンドールスクエア地区の商業スペースが40%増加した一方で、交通量は14%減少した。
CEOs for Citiesによる報告書「Driven Apart」によると、米国の人口密度の高い都市では通勤渋滞は激しいものの、平均所要時間と距離はどちらも短いことが示されている。これは、通勤者が渋滞に悩まされることは少ないものの、運転距離が長くなり、通勤時間が同等かそれ以上になる都市とは対照的である。

### 支持者
- en:Edward Glaeser[34][35][36]
- Rollin Stanley

## 批判
イリノイ大学シカゴ校の美術史、建築学、都市計画の教授であり、『スプロール現象：コンパクトな歴史』の著者であるロバート・ブリューグマンは、都市のスプロール化に対抗する歴史的な試みは失敗に終わり、現在アメリカで最も人口密度の高い都市部であるロサンゼルスの高い人口密度が「今日のロサンゼルスが経験している多くの苦難の根源にある」と述べている。
Wendell Coxはスマートグロース政策に強く反対している。彼は米国上院環境公共事業委員会で、「スマートグロース戦略は、本来解決すべき問題を悪化させる」と主張する。コックスとジョシュア・アットはスマートグロースとスプロール現象を分析し、次のように主張する。
我々の分析によると、現在の都市計画の前提は、一人当たり地方自治体支出の予測で実質的に役に立たない。一人当たり地方自治体支出が最も低いのは、人口密度が高く、成長が遅く、歴史が古い自治体ではない。
実際のデータによると、一人当たり支出が最も低いのは、中・低密度自治体(ただし、最低密度自治体ではない)、中・高速成長自治体、そして比較的新しい自治体である。これは、前例のない都市分散化が50年続いた後であり、都市のスプロール化に関連した地方自治体支出の増加を引き起こすには十分すぎるほどの時間であったと思われる。過去50年間のスプロール化によって生じたのではない支出の増加が、今後20年間で発生する可能性は低いと思われる。これは、「スプロール化のコスト2000」調査では逆の予測が出ているにもかかわらずである。

一人当たりの自治体支出の違いは、経済的要因ではなく、政治的要因、特に特別利益団体の影響によるものである可能性の方がはるかに高いと思われる。
「スマートグロース」という表現は、他の成長・開発理論が「スマート」ではないことを暗示している。公共交通機関に近接した開発(transit-proximate development(英語版))が、公共交通機関指向でない場合、スマートグロースを構成するかどうかについては議論がある。全米自動車協会（National Motorists Association(英語版)）はスマートグロース全体には反対していないが、交通静穏化は自動車事故と死亡者の削減が目的だが、自動車の利用を減らし、代替の公共交通機関を増やすため強く反対している。
2002年に自称保守系シンクタンクである国立公共政策研究センターは、経済研究「スマートグロースと住宅市場への影響：新たな分離」を発表し、スマートグロースを「制限された成長」と呼び、スマートグロース政策は住宅価格を高騰させ、少数派や貧困層に不利に働くと示唆した。
ケイトー研究所などの一部のリバタリアン団体は、スマートグロースは土地の価値の大幅な上昇につながり、平均所得の人々はもはや戸建て住宅を購入できなくなるという理由で批判している。
生態経済学者は、産業文明はすでに地球の環境収容力を「超えてしまって」おり、「スマートグロース」は幻想に過ぎず、人間社会を、人間(および他の種)を支える生態系の能力と必要なバランスに戻すためには、定常経済が必要と主張する。
2009年11月発表の調査では、米国メリーランド州のスマートグロース政策は失敗とされ、「10年を経てスマートグロース法が開発パターンに何らかの効果をもたらした証拠はない」と結論付けた。原因は、建設業者が古い地域の再開発を行うインセンティブが欠如していること、州の都市計画者が地方自治体に「スマートグロース」地域での高密度開発を強制する限界などが挙げられる。 購入者は低密度開発を要求し、有権者は近隣での高密度開発に反対する傾向がある。
2010年以降、ティーパーティー運動と関連付けられているグループは、スマートグロースを国連アジェンダ21の派生であると認識し始め、国際的利益が米国に「持続可能な」ライフスタイルを押し付けようとする試みだと見なしたが、計画グループやスマートグロース反対派の一部は、1992年のアジェンダ21会議よりも前からあると反論している。さらに、アジェンダ21の報告書で使用されている「持続可能な開発」という言葉は、通常、国連や対外援助におけるより広範な経済・健康・貧困・教育の問題などのhuman developmentに対処しており、不動産開発とは区別される。